# Jose Kaimlett
Jose Kaimlett, mais conhecido como Rev. Dr. Kaimlett, (Palackattumala, 5 de maio de 1941 — 27 de junho de 2018), foi um missionário católico indiano, que atuou a maioria do seu ministerio no Kerala, e que em 1984 fundou os Arautos da Boa Nova.

## Vida
Nascido em Palackattumala, Kerala, em 1941, terminou o ensino fundamental em sua pequena aldeia e o ensino médio na Escola Secundária St. Francis, em Marangattupilly. Depois esses estudos, ingressou na diocese missionária de Vijayawada e foi ordenado padre em 1966. Em 1969, foi nomeado pároco de Bhimavaram Oeste. Em 1970, abriu o centro missionário em Akividu, uma subdivisão de Bhimavaram. Em 1978, foi enviado em Roma, onde obteve o doutorado em Direito Canônico em 1981.
Voltando de Roma, em 1984, fundou os Arautos da Boa Nova, em 1992 as Irmãs da Boa Nova e, em 2003, as Missionárias da Compaixão. Faleceu em 2018.

## Post mortem
Hoje, os missionários dessas congregações podem ser encontrados nos cinco continentes.